# Olie
 For alternative betydninger, se Olie (flertydig). (Se også artikler, som begynder med Olie)
Olie var tidligere ensbetydende med planteolier af forskellig slags. Da man fandt oliekilder i jorden, kom produkterne derfra til at hedde "jordolie" eller "stenolie" (egentlig blot en oversættelse fra latin petra oleum) for at kunne adskilles fra de gammelkendte planteprodukter (sml. "terpentin" med "mineralsk terpentin"). Massefylden på olie er mellem 0,65 og 1,02, oftest mellem 0,82 og 0,94.

## Råolie
Råolie er den oftest sorte organiske væske, der hentes op fra undergrunden, hvis konsistens er tyktflydende, og som føles fedtet ved berøring. Råolie menes at være opstået ved lang tids højt tryk og temperatur på plantedele og smådyr, som er blevet påvirket af bakterier og enzymer i søer og havbugter nær kysten. Dog findes der et mindretal af forskere, der mener, at råolie løbende kreeres i jordens kerne.
Ved raffinering behandles råolien, således at der opnås flere produkter efter fysiske og kemiske egenskaber.
Råolie har på grund af den typiske sorte farve fået tilnavnet "det sorte guld", fordi det er enormt værdifuldt. Råolie er råstof for blandt andet benzin, dieselolie og petroleum, men bruges i dag også til produktion af plastic.

## Historisk anvendelse af olie
Olieprodukter er blevet udnyttet af mennesket i årtusinder. Et af de tidligste eksempler daterer sig tilbage til 5.000-4.000 år før vores tidsregning, hvor man i Mellemøsten benyttede asfaltholdigt sand til bl.a. at tætne både og kurve samt til medicinske formål. Så vidt man ved, var kineserne de første til at hente olie op fra undergrunden. Således blev der 347 år før vores tidsregning foretaget boringer i Kina vha. bambusrør. Brøndene gik ned til 240 meter.

## Produktion og handel med olie
Den 27. august 1859 er en betydningsfuld dato i den moderne olieindustri. Det var på denne dag, at oberst Drake fandt den første større oliekilde i kun 22 meters dybde. Nu bores der ofte flere kilometer for at finde olie.
De førende olieproducenter i dag er samlet i OPEC (Organization of the Petroleum Exporting Countries), men Danmark er også olieproducent via oliefelterne i Nordsøen. Danmark er i øjeblikket selvforsynende med olie og naturgas, og Danmark eksporterer den overskydende olie og gas. OPEC er sammenslutningen af de olieeksporterende lande. Den blev stiftet i 1960 af Iran, Irak, Kuwait, Saudi-Arabien og Venezuela, alle udviklingslande. Senere er Algeriet, Ecuador, Gabon, Indonesien, Libyen, og De Forenede Arabiske Emirater også blevet medlemmer. Verdens nuværende største olieproducent er Saudi-Arabien.
Olie handles i amerikanske dollar og i enheder af tønder. Oliekursen svinger meget og følges tæt verden over. I øjeblikket (05-05-2008) har vi en meget lav oliepris på under $70 dollars pr. tønde – i 2012 var prisen ca. 110 dollars pr. tønde olie.
Nogle hævder, at olieproduktionen indenfor de nærmeste år vil toppe for derefter at falde. Denne teori bygger på geologen Marion King Hubberts metode, og tidspunktet for olieproduktionens fald kaldes Hubbert Peak-teorien eller blot peak oil. Det forudsiges, at dette vil føre til en ny permanent oliekrise. Se henvisningerne nedenfor for at læse mere om implikationerne af en sådan krise.
Ifølge BP halvårlige vurdering i 2007 vil olien være sluppet op i 2047. Dette blev i 2014 justeret til 2067.
Selvom Rusland snakker om at de er den største oliestat i verden vides det ikke endnu, de hævder at de producerer 46,000 tønder mere olie end Saudi Arabien.
Den 2. januar 2008 kom prisen for en tønde olie for første gang over den magiske grænse på 100 dollars. Det var især OPEC der fik skylden for den voldsomme prisstigning, idet de blev beskyldt for at have underproduceret.

### Fodnoter
1. ↑  Mexico sælger hele sin 2009-olie (Webside ikke længere tilgængelig)
2. ↑  BP: Olien slipper op i 2047 Arkiveret 14. juli 2014 hos  Wayback Machine, 14. juni 2007
3. ↑  "Russia Overtakes Saudi Arabia as World's Leading Oil Producer". Arkiveret fra originalen 7. december 2006. Hentet 16. december 2006.
4. ↑  Olie og guld slår rekord – dr.dk/Nyheder/Penge